# Kara Thrace

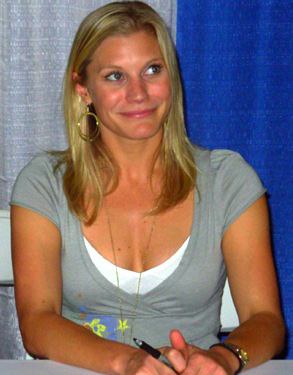
Kara Thrace, gespeeld door Katee Sackhoff

Kara Thrace, met codenaam Starbuck is een personage uit de herwerkte televisieserie Battlestar Galactica. Ze is gevechtspiloot op de Battlestar Galactica. De rol werd vertolkt door actrice Katee Sackhoff.

## Biografie
In tegenstelling tot de originele televisiereeks waar Starbuck een man is, een rol die vertolkt werd door Dirk Benedict, werd in de herwerkte reeks gekozen om van Starbuck een vrouwelijk personage te maken.
Thrace' vader was een pianospeler die het gezin verliet toen ze nog erg jong was. Ze groeide op bij haar moeder die tijdens de eerste Cylon-oorlog gediend had als kolonel in het leger. Thrace werd vaak mishandeld door haar moeder en ze verliet het ouderlijk huis om zich aan te sluiten bij de krijgsmacht. Ze volgde een opleiding tot Viper-piloot en werd vaak op het matje geroepen voor insubordinatie. Ze had een relatie met Zak Adama, de jongste zoon van William Adama, bevelhebber van de Galactica en broer van Apollo. Zak kwam om het leven tijdens een Viper-ongeluk. Later biechtte Thrace op, die het examen van Zak had afgenomen, dat hij geen talent had om Viper-piloot te worden maar dat haar gevoelens ervoor gezorgd hadden dat ze hem niet had willen laten zakken. Toen ze dat veel later had opgebiecht aan William Adama, die als een tweede vader voor haar was, vertelde hij haar dat ze best zo snel mogelijk zijn kantoor zou verlaten, nu dat ze de kans nog had. Aan boord van de Galactica was haar gedrag vaak nog problematisch, naast het drinken en roken van sigaren had ze het moeilijk om bevelen op te volgen, waardoor haar relatie met Saul Tigh, de nummer twee op de Galactica erg problematisch was. Hij vond dat ze geen discipline had.

### Begin van de oorlog
Nadat de Cylons met een blitzkrieg de twaalf kolonies hadden vernietigd gingen ze daarop in achtervolging op de Galactica en de rest van de overblijvende schepen. Wanneer de Cylons de vloot ontdekten, keer op keer, hield Viper-piloot Thrace met haar collega-piloten de aanvallende Cylon-raiders af totdat de vloot klaar was om naar een andere locatie te springen en iedereen in veiligheid te brengen.
Tijdens een missie stootte ze op een aantal Cylon-raiders. Ze vernietigde er enkele maar haar Viper werd zwaar beschadigd en ze landde met haar parachute op een maan. Haar zuurstoffles dreigde algauw leeg te raken en omdat haar Viper volledig vernield was, trachtte ze op te stijgen in een neergestorte Cylon-raider, wat haar lukte. Ze nam het schip mee naar de Galactica waar het onderzocht werd.

### Terugkeer naar Caprica
Toen de Galactica en de rest van de vloot de planeet Kobol ontdekten vroeg president Laura Roslin aan Thrace om een geheime missie te ondernemen en terug te keren naar Caprica om de "pijl van Apollo" op te halen die de weg zou kunnen wijzen naar de Aarde. Daarmee ging Thrace in tegen William Adama, die niet geloofde dat het artefact de weg naar aarde zou wijzen. Met de Cylon-raider die ze voordien buit had gemaakt reisde ze af naar Caprica. Toen ze het artefact vond in een museum werd ze aangevallen door een Number Six en kreeg rake klappen, maar uiteindelijk kon ze de Cylon doden. Meteen daarna kwamen Helo en Athena het museum binnen. Starbuck wilde Athena meteen neerschieten maar Helo hield haar tegen en vertelde dat Athena zwanger was. Athena ging ervandoor met de Cylon-raider. Helo en Thrace gingen op zoek naar een ander vervoermiddel om terug te kunnen keren naar de Galactica.
Tijdens de zoektocht ontmoeten Thrace en Helo de verzetsgroep van Samuel Anders waarbij ze zich aansluiten. Thrace en Anders beginnen een relatie. Tijdens een actie om een cylon schip te stelen wordt Thrace neergeschoten en wordt ze wakker in een ziekenhuis. Ze wordt behandeld door dokter Simon, die haar vertelt dat Anders gedood werd door de cylons. Wanneer ze in het ziekenhuis een number six ziet, begrijpt ze dat Dokter Simon een cylon is en doodt ze hem. Wanneer een kopie van Simon meteen daarna opduikt, wordt het ziekenhuis aangevallen door Helo en Anders' verzetsgroep die de tweede Simon doodden. Ze staan oog in oog met cylon centurions maar worden gered door Athena die hen komt redden in een cylon schip. Later ontdekt Thrace dat de cylons een van haar eierstokken hebben verwijderd in een poging een hybride menselijk-cylon kind te produceren. Wanneer Athena, Helo en Thrace terugkeren met het schip naar Kobol, belooft Thrace dat ze terug zal keren om Anders en zijn mensen te komen ophalen, een belofte die ze houdt. Met twintig Raptors leidt ze de reddingsoperatie en Anders en zijn groep vervoegen de vloot.

### Pegasus
Toen de vloot en de Battlestar Pegasus verenigd werden en Admiraal Cain het bevel van de vloot overnam, haalde Cain Thrace naar haar schip en promoveerde haar tot CAG, de leidinggevende officier van de Viper-piloten. Toen duidelijk werd dat Cain niet te vertrouwen was, vroeg William Adama aan Thrace om Cain om het leven te brengen, echter hij veranderde op het laatste moment van mening en blies de executie af. Cain werd uiteindelijk vermoord door Gina Inviere waarna Apollo bevelhebber werd van de Pegasus en Thrace terugkeerde naar de Galactica en aan de slag ging als CAG.

### New Caprica
Toen de vloot zich vestigde op New Caprica, beleefde Thrace en Apollo, die al lange tijd in gecompliceerde relatie verwikkeld waren een romantische avond en verklaarde ze hem de liefde. Wanneer Apollo de volgende morgen wakker werd was Starbuck verdwenen. Toen hij aankwam in het dorp kreeg hij te horen dat Starbuck 's morgens vroeg met Anders trouwde. Toen de cylons New Caprica ontdekten en binnenvielen was ze aanwezig op de planeet. Ze probeerde voor haar man Anders te zorgen die erg ziek geworden was.
Daarna wordt ze opgesloten in een luxueuze woning en wordt er verplicht om samen te wonen met cylon Leoben Conoy, die met haar een gezin wil vormen. Starbuck slaagt erin om hem vijf keer te vermoorden waarna hij telkens gedownload wordt in een nieuw lichaam en terugkeert. Op een dag neemt hij een kind mee naar de woning en vertelt Starbuck dat het haar kind is, gecreëerd uit haar materiaal dat van haar weggenomen werd in het ziekenhuis op Caprica. Starbuck wil aanvankelijk niets met het kind te maken hebben, maar wanneer het kind valt en een hoofdwonde oploopt, gaat ze overstag en gaat ze voor het kind zorgen.
Tijdens de bevrijding van New Caprica wordt ze gered uit de woning door Samuel Anders. Ze neemt het kind mee naar de Galactica, waar ze bij aankomst een erg emotionele vrouw ontmoet die Starbuck bedankt dat ze haar kind gered heeft van de cylons. Ze vertelde dat de cylons haar kind ontvoerd had. Wanneer de moeder haar kind meenam bleef een verbouwereerde Starbuck alleen achter.

### Dood en herrijzenis
Na haar avontuur op New Caprica verzeilde Thrace in een depressie. Met haar gedrag ondermijnde ze het moreel van haar collega's. William Adama dacht eraan om haar voor een tijd op non-actief te zetten maar Apollo wilde haar nog een kans geven. Toen hij en Thrace op missie gingen in hun vipers boven een gasplaneet ziet Thrace een cylon raider en gaat achtervolgen. Wanneer later de beelden bestudeerd worden is er geen raider te zien en wordt er gevreesd dat Starbuck hallucineerde. Tijdens een tweede missie gaat ze opnieuw achter een cylon raider aan. Ze ziet beelden voor zich van Leoben, haar moeder en wordt geconfronteerd met de pijnlijke dingen uit haar verleden. Ze gaat steeds lager vliegen boven de gasreus en Apollo smeekt haar door de radio om op te stijgen. Dan explodeert haar Viper. Apollo meld dat ze geen gebruik heeft gemaakt van haar schietstoel en dat ze dood is.
Op het einde van seizoen drie keert ze terug in een viper. Toen Apollo in zijn viper aan de slag was, kwam er plotseling een andere viper naast hem vliegen. Toen hij opzij keek zag hij Starbuck die hem vertelde dat hij niet ongerust moest zijn, dat ze de weg naar de aarde gevonden had en de vloot naar deze bestemming zou leiden.

### Demetrius
Terug aangekomen op de Galactica is iedereen argwanend en stellen velen de vraag of Starbuck een cylon is. Ook Starbuck heeft het moeilijk en beleeft een identiteitscrisis, echter ze is er zeker van dat ze de vloot op weg naar aarde kan sturen. Wanneer ze aanvoelt dat de Galactica in de verkeerde richting aan het gaan is, smeekt ze om van koers te veranderen, wat niet gehonoreerd wordt. Ze besluit om in Adama's woonkwartier in te breken waar ze president Roslin treft en haar onder bedreiging van een wapen confronteert. Roslin die overtuigd is dat Starbuck een cylon is, vertelt Thrace dat ze wel perfect gemaakt is. Starbuck geeft Roslin het wapen in een poging te bewijzen dat ze geen cylon is, maar zodra Roslin het pistool in handen heeft schiet ze op Starbuck, haar op een haar na missend. Starbuck wordt opgesloten in de cel.
Later beslist William Adama om Starbuck een kans te geven en vraagt haar om de weg naar de aarde te vinden. Ze krijgt het commando van het schip de Demetrius en verzamelt een crew met onder meer Helo, Samuel Anders en Felix Gaeta. Tijdens de missie vindt ze Leoben, die haar een voorstel doet om samen te werken. Wanneer de crew ontdekt dat ze onderhandelt met een cylon ontstaat er een muiterij waarbij Felix Gaeta gewond wordt en later door deze verwondingen zijn been geamputeerd moet worden. Uiteindelijk geeft ze toe dat ze fouten heeft gemaakt en gaat met een kleine crew in een Raptor naar Leobens basestar. Daar krijgt ze de cylon hybride te zien die haar toefluistert, je bent de voorbode van de dood, Kara Thrace. Je zal iedereen leiden naar hun einde. Uiteindelijk wordt er een samenwerking gesloten tussen de mensen en de rebellerende cylons.

### Op weg naar de Aarde
Nadat de cylons onder leiding van Number Three president Roslin en vele Galactica crewleden gegijzeld hielden op de rebellerende cylon basestar en dreigde hen om te brengen als de cylons die op de Galactica verbleven niet uitgeleverd zouden worden, biechtte Saul Tigh op dat hij een cylon is. Hij wilde zichzelf opofferen zodat Adama hem kon executeren. Hij vertelde ook dat Tyrol en Anders behoren tot de final five cylons. Toen Starbuck vernam dat haar man een cylon is was ze verbouwereerd. Toen hij en Tyrol een viper aan het inspecteren waren werden ze gearresteerd. Starbuck ging daarna in de viper zitten en vond de locatie van de aarde in de boordcomputer. Ze rende naar de luchtsluis waar Tigh op het punt stond geëxecuteerd te worden en vertelde Apollo en door de radio ook de cylons dat ze de weg naar de aarde had gevonden. De vijandigheden werden stopgezet en er werd overeengekomen om samen naar de aarde af te reizen.
Eenmaal daar aangekomen bleek de aarde vernietigd te zijn door een atoomoorlog. Bovendien bleek dat de originele aarde een cylon planeet was. Toen Starbuck en Leoben de vernielde wereld onderzochten vond ze een neergestorte viper. Ze vond haar eigen overblijfselen en vertwijfeld vroeg ze Leoben wat dit te betekenen heeft, maar hij had ook geen antwoord en was even verbouwereerd. Ze nam haar ketting met identiteitsplaatje en trouwring en cremeerde haar overblijfselen.
Nadat het cylon-menselijke kind Hera was ontvoerd door Boomer werd door de Galactica een reddingsoperatie uitgevoerd. Het kind werd gered maar de Galactica had zware schade opgelopen en nog steeds onder vuur moest het schip meteen terug vertrekken. Starbuck werd gevraagd om zo snel mogelijk coördinaten in te stellen om weg te jumpen. Niet wetend waarnaartoe dacht ze aan het lied dat haar vader haar geleerd had en de tekening die ze kreeg van het kind Hera die hetzelfde patroon had als de noten van het lied. Deze combinatie stelde ze in waarna de Galactica vervolgens de sprong maakte.
De Galactica arriveerde aan een onbekende planeet welke omgedoopt werd tot de nieuwe aarde, de aarde 150.000 jaar voor onze tijdrekening. De overblijvende mensen en rebellerende cylons beslissen dat deze planeet hun nieuwe thuis werd. Toen Starbuck en Apollo samen op de planeet gearriveerd waren, was Apollo een verhaal aan het vertellen. Hij stond naast Starbuck en keek over de vlakten van de nieuwe thuisplaneet. Wanneer hij zijn hoofd draaide naar Starbuck, was ze voorgoed verdwenen.